# Cratere Guilbert
Guilbert  è un cratere sulla superficie di Venere. Il suo nome è un omaggio all'attrice francese Yvette Guilbert.